# Dicranomyia (Dicranomyia) insolita
Dicranomyia (Dicranomyia) insolita is een tweevleugelige uit de familie steltmuggen (Limoniidae). De soort komt voor in het Neotropisch gebied.